# Lijst van burgemeesters van Haren
Dit is een lijst van burgemeesters van de voormalige Nederlandse gemeente Haren in de provincie Groningen tot de opheffing van de gemeente op 31 december 2018.
| Ambtsperiode | Naam burgemeester                  | Partij of stroming | Bijzonderheden                                                                            |
| ------------ | ---------------------------------- | ------------------ | ----------------------------------------------------------------------------------------- |
| 1811 - 1816  | Hendrik Nicolaas Laclé             |                    |                                                                                           |
| 1816 - 1841  | Jacobus van Trojen                 |                    | ovl. 26 januari 1841                                                                      |
| 1841 - 1852  | Rudolf de Sitter                   |                    |                                                                                           |
| 1852 - 1893  | Lodewijk Theodorus Jorissen        |                    |                                                                                           |
| 1893 - 1910  | jhr. Cornelis Henric Quintus       |                    | was burgemeester van Adorp, ovl. 31 maart 1910                                            |
| 1910 - 1935  | Dirk Boerema (1879-1935)           |                    | ovl. 1 februari 1935                                                                      |
| 1935 - 1943  | Hubert Jan Hendrik Nauta           |                    | in 1943 door de Duitse bezetter uit zijn functie gezet, in 1945 kort teruggekomen         |
| 1943 - 1945  | O.F.P.H. de Waard                  | NSB                | aangesteld door de Duitse bezetter                                                        |
| 1945 - 1946  | Hubert Jan Hendrik Nauta           |                    | in 1945 al weg, formeel pas in 1946                                                       |
| 1945 - 1946  | Jan Klaasesz                       | PvdA               | waarnemend burgemeester, later commissaris der Koningin in de provincie Zuid-Holland      |
| ?            | W. Remminga                        | SDAP               | waarnemend burgemeester                                                                   |
| 1947 - 1974  | Frank Willem van Ketwich Verschuur | VVD                |                                                                                           |
| 1974 - 1981  | Roelf Sietze Hofstee Holtrop       | VVD                | was burgemeester van Coevorden, werd burgemeester van Noordoostpolder                     |
| 1981 - 1996  | Klaas Weide                        | VVD                | was burgemeester van Marum                                                                |
| 1996 - 2002  | Nies Gerritsma                     | VVD                | was burgemeester van Marum                                                                |
| 2002 - 2007  | Arjen Gerritsen                    | VVD                | was wethouder van Wierden, werd burgemeester van De Bilt                                  |
| 2007         | Pieter van der Zaag                | CDA                | waarnemend burgemeester, oud-burgemeester van Smallingerland                              |
| 2007 - 2011  | Mark Boumans                       | VVD                | was wethouder van Meppel, werd gedeputeerde van Groningen                                 |
| 2011 - 2012  | Bertus Fennema                     | CDA                | waarnemend burgemeester, oud-burgemeester van Zuidhorn                                    |
| 2012 - 2013  | Rob Bats                           | VVD                | oud-gedeputeerde van de provincie Drenthe, later waarnemend burgemeester van Terschelling |
| 2013 - 2015  | Janny Vlietstra                    | PvdA               | waarnemend burgemeester, oud-gedeputeerde van de provincie Drenthe                        |
| 2015 - 2018  | Pieter van Veen                    | VVD                | waarnemend burgemeester                                                                   |